# Kevin Trapp
Kevin Christian Trapp (n. 8 iulie 1990, Merzig, Republica Federală Germania, Germania) este un fotbalist german, care joacă pe post de portar la Eintracht Frankfurt în Bundesliga. Pe plan internațional, are prezențe la națională pentru Germania U18⁠(d), Germania U19⁠(d), Germania U20⁠(d), Germania Sub-21⁠(d) și Germania.